# تاريخ الهندسة الكهربائية
هذا المقال يفسر تاريخ الهندسة الكهربائية. فقرات المقال تتضمن أيضا التطور العام وملحوظات الافراد عن مهنة الهندسة الكهربائية.

## التطورات القديمة
تاليس سيلتون فيلسوف يونانى قديم كتب في حوالى 600 ق.م يصف شكل كهرباء سكونية.مشيرا إلى فرك الفراء على المواد المختلفة مثل العنبر سوف يسبب عمليا جذب بين الاثنين واشر إلى ان جزيئات العنبر قد جذبت الأجسام الخفيفه مثل الشعر وانه إذا ما يفرك العنبر لمده كافيه حتى يتمكنوا من الحصول على شراره للقفز.
حوالى 450 ق.م ديمو قريتس فيلسوف يونانى طور نظرية الذرة التي كان من الملاحظ انها مماثله لنظرية الذرة الحديثة وكان معلمه ليسيبوس مصدق لهذه العملية.
عقدت فرضيه ليسيبوس وديموقريتس ان يكون كل شيء يتكون من ذرات ولكن هذه الذرات غير قابله للتجزئه وغير قابله للتدمير
وتنبا بان بين هذه الذرات هناك فراغات وان الذرات دائما في حركه.
هو كان غير صحيح فقط في قوله ان الذرات مختلفه في الحجم والشكل.كل كائن له شكل وحجم للذره خاص به.
هناك ماده وجدت في العراق في عام 1938 ويرجع تاريخها إلى 250 ق.م وتدعى«بطاريه بغداد» ويشبه الخلية الجلفانيه ولم يتم حتى الآن اثبات فائدتها.

## تطورات القرن التاسع عشر
في القرن التاسع عشر بدات موضوع الهندسة الكهربائية والتطورات الحديثة لادوات البحث من اجل تكثيف التطورات البارزة في هذا القرن.تشمل أعمال جورج اوم الذي حدد العلاقة بين التيار الكهربي وفرق الجهد الموصل في عام 1827.
مايكل فاراداي مكتشف الحث الكهرومغناطيسي عام 1831.
جيمس كلارك ماكسويل نشر نظرية موحده حول الكهرباء والمغناطيسية في اطروحته حول الكهرباء والمغناطيسية.
في عام 1830 انشا جورج اوم الاله الكهروستاتيكيه.وفي عام 1831 تم تطوير مولد الهوموبلار بواسطه مايكل فاراداي عن طريق التجربة العملية كانت هذه بدايه للدينامو الحديث –هذا هو.المولدات الكهربائية التي تعمل باستخدام المجال المغناطيسي.
عام 1866 قام ورنر فون سيمنس باختراع المولدات الصناعية التي لا تتطلب طاقة مغناطيسيه خارجيه وقام بعمل سلسله كبيره في صناعات أخرى.
في عام 1878 طور المخترع البريطاني جيمس ويمشورست جهاز الأقراص التي كانت محموله على الزجاج (حتى 1833 اله ويمشورست مخبر عنه تماما في المجتمع العلمى).
خلال الجزء الأخير في 1800 دراسة الكهرباء اعتبرت جزء من الفيزياء. لم تكن بدات في تقديم الشهادات في الهندسة الكهربية حتى اواخر القرن التاسع عشر.
في عام 1882 اسست جامعه دارمشتات للتكنولوجيا أول مقعد وأول كليه في الهندسة الكهربية على مستوى العالم.في نفس العام
البروفيسور تشارلز كروس في معهد ماستشوستس للتكنولوجيا بدا في تقديم الخيار الأول في الهندسة الكهربية في قسم الفيزياء.
في عام 1833 جامعه دارمشتات للتكنولوجيا وجامعه كورنيل قدمت أول كورس في العالم في الهندسة الكهربية. في 1885 قدمت جامعه لندن أول رئيس للهندسة الكهربية في المملكة المتحدة. جامعه ميسوري قامت في وقت لاحق بإنشاء أول قسم في الهندسة الكهربية في الولايات المتحدة عام 1886.
خلال هذه الفترة زاد العمل في هذا المجال بشكل كبير.في عام 1882 كانت شبكه التيار الكهربي التي وفرت 110 فولت تيارمباشر إلى العملاء 59 في منهاتن.

في 1887 قدم نيكولا تيسلا عدد من براءات الاختراع التي تتعلق بشكل التنافس لتوزيع الطاقة المعروفة باسم التيار المتردد.
في السنوات التالية أخذ التنافس المرير بين تيسلا واديسون والمعروفه باسم حرب التيارات حصلت على أفضل طريقه في التوزيع. التيار المتردد يتحول في النهاية إلى تيار ثابت في التوليد وتوزيع الطاقة وتوسيع نطاق هائل وزياده الامان وكفاءه توزيع الطاقة. ومجهود الاثنين أدى إلى تكبير العمل الهندسي. عمل تيسلا في المحركات الحثيه ونظم متعدد الأطوار اثرت في المجال لسنوات قادمه. بينما عمل اديسون على البرق وتطوره على مؤشر الاسهم مربحه لشركته والتي أصبحت في النهاية الكهرباء العام. ومع ذلك بحلول نهايه القرن التاسع عشر كانت هناك شخصيات رئيسيه أخرى في التقدم في الهندسة الكهربية بدات تظهر.
ساعد تشارلزبروتيوس شتاينمتر تعزيز تنميه التيار المتناوب التي جعلت من الممكن التوسع في صناعه الطاقة الكهربية في الولايات المتحدة وصياغه النظريات الرياضية للمهندسيين،

## ظهور الراديو والاجهزه الكهربية

### بدايه القرن العشرين
ساهم العديد من العلماء والمخترعين على التكنولوجيا اللاسلكيه والالكتنرونيات خلال تطوير الراديو في تجاربه اللاسلكيه في 1888. احال هاينرش هيرتز (عن طريق إرسال شراره الفجوة الفجوة) والكشف عن موجات الراديو باستخام المعدات الكهربية. في عام 1895 ماركونى أول عالم لتحقيق البث الاذاعي (204 كم).
في نفس الوقت كان نيكولا تيسلا قادر على كشف الإشارات المنبعثه من الإرسال من معمل نيويورك في ويست بوينت (على مسافه 80.4 كم).
في 1896 قام الكسندر بوبوف الإرسال اللاسلكى عبر 60 متر. اخترع جون فليمينغ انبوب الإذاعة الأول والصمام الثنائي.
في عام 1904 اعترف ريجنالد فيسيندين ان انتقال الكلام ممكن في وجود موجه مستمره وقد واصل كلا من نيكولا تيسلا وجون ستون ستون وإليهو طومسون العمل حول هذا الموضوع. في نهايه عام 1906 ارسلت فيسيندين البث الاذاعي الأول من الصوت. أيضا في عام 1906 روبرت فون ليين ولى دي فورست تطوير الانبوب المكبر بشكل مستقل ويسمى الصمام الثلاثى.
ادوين هاوارد ارمسترونغ تمكين التكنولوجيا الإلكترونية للتليفزيون في عام 1931.

### الحرب العالمية الثانية
شهدت الحرب العالمية الثانية تقدما هائلا في مجال الإلكترونيات لا سيما في الرادار مع اختراع الماجنترون بواسطه راندل والتمهيد في جامعه بمنجهام عام 1940. وقد تطور الراديو والإشارات اللاسلكيه وتوجيه الطائرات باللاسلكي في بريطانيا في هذا الوقت. جهاز الحوسبة الإلكترونية العملاق تم عمله عن طريق تومى فلوز فك رسائل مشفره للاله الالمانيه لشفرات لورنز
وتطورت أيضا في هذا الوقت إرسال واستقبال الإشارات اللاسلكيه لاستخدامها من قبل عملاء سريين. وكان اختراع أمريكا في ذلك الوقت هو تغيير معالم المكالمات بين تشرشل وروزفلت وهذا ما يسمى نظام الدبور الأخضر وعملت من خلال ابراج اشاره إلى الضوضاء ثم تستخلص الضوضاء في النهاية. وهذا النظام لم يكسر بواسطه الالمان وقد اجرى قدر كبير من العمل في الولايات المتحدة كجزء من برنامج التدريب على الحرب في مجالات ايجاد اتجاه الإشارات اللاسلكيه ونابض الشبكات الخطية
وتعديل الاهتزاز ودوائر انابيب الفراغ ونقل النظرية الخطية واسس الهندسة الكهرومغناطيسيه وقد نشرت هذه الدراسات بعد
فترة قصيره من الحرب فيما يعرف باسم «مجموعه الاتصال بالراديو» التي نشرتها ماكجروهيل عام 1946. في عام 1941
قدم كونرود زوس ازدول حاسوب كامل الوظائف في العالم وبرمجه.

### بعد الحرب
قبل الحرب العالمية الثانية وكان هذا الموضوع المعروف باسم «الهندسة اللاسلكيه» وأساسا كان يقتصر على جوانب الاتصال والرادار والراديو والتليفزيون. في هذا الوقت كانت دراسة الهندسة اللاسلكيه يعتبر جزء من دراسة الفيزياء. لاحقا في سنوات ما بعد الحرب بدات الاجهزه الاستهلاكيه في تطوير وتوسيع نطاقة ا لتشمل مجال التليفزيونات الحديثة والانظمه السمعيه والواي فاى واجهزه الكومبيوتر والمايكروبروسيسور. في عم 1946 لجون بريسبل ابكريت وجون موشلى اتبعها بدايه عصر الحاسوب. يسمح لأداء الحساب من هذه الالات للمهندسيين لتطوير تكنولوجيات جديده تماما وتحقيق اهداف جديده بما في ذلك بعثات اوبلو وناسا والهبوط على سطح القمر.
اختراع الترانزيستور عام 1947 بواسطه ويليام شوكلى وجون بارديين فتح الباب لمزيد من الاجهزه المدمجه وادت إلى تطوير الدوائر المتكامله عام 1958 من قبل جاك كيبلي و1959 من قبل روبرت نويس.
في منتصف اواخر 1950 فتحت الهندسة اللاسلكيه تدريجيا الطريق امام هندسه الإلكترونيات والتي أصبحت بعد ذلك قائمه بذاتها
تخضع لدرجه جامعيه وتدس عاده مع الهندسة الكهربية والتي أصبحت مرتبطه بسبب بعض اوجه التشابه.
في عام 1968 اخترع مارفيا هوف أول مايكروبروسيسور في شركه انتيل واشتغلت بعد ذلك في تطوير اجهزه الكومبيوتر الشخصية. وكان أول مايكرو بروسيسور انتل 4004. 4بيت مايكروبروسيسور في عام 1971.
وفي عام 1973 قامت انتيل بعمل انتيل 8080. 8بيت مايكرو بروسيسور وتكوين أول كومبيوتر شخصي ونسر 8800.